# (3286) Anatoliya
(3286) Anatoliya (1984 AN; 1980 BV; 1978 VP14; 1978 TK7) ist ein ungefähr acht Kilometer großer Asteroid des äußeren Hauptgürtels, der am 23. Januar 1980 von der ukrainischen (damals sowjetischen) Astronomin Ljudmyla Karatschkina am Krim-Observatorium (Zweigstelle Nautschnyj) auf der Halbinsel Krim (IAU-Code 095) entdeckt wurde. Er gehört zur Eunomia-Familie, einer Gruppe von Asteroiden, die nach (15) Eunomia benannt ist.

## Benennung
Der Asteroid (3286) Anatoliya wurde nach Anatolij Wassyljowytsch Karatschkin (1947–1984), dem Schwager der Entdeckerin Ljudmyla Karatschkina, benannt – Anatolij Wassyljowytsch Karatschkin war der Bruder ihres Ehemannes. Dieser war ein erfahrener Spezialist für den Bau von Industrieanlagen.